# John Colin Gregory

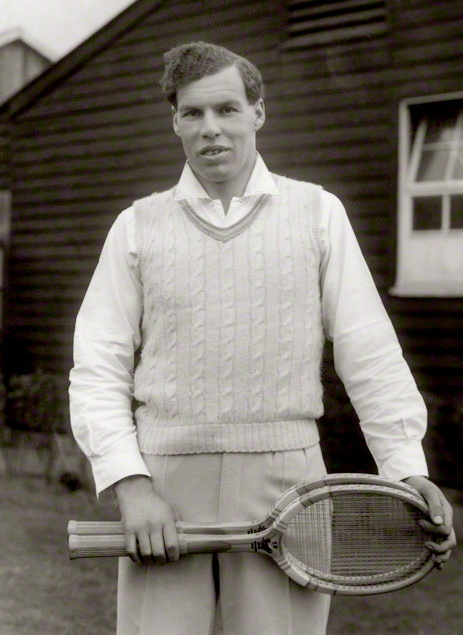
Colin Gregory (1932)

John Colin Gregory, född 28 juli 1903, Beverley, Yorkshire, England, död 10 januari 1959, var en brittisk läkare och högerhänt tennisspelare.
Colin Gregory är i första hand känd för sin singeltitel 1929 i Australiska mästerskapen. I finalen besegrade han Richard Schlesinger (6-2 6-2 5-7 7-5). Gregory vann därmed sin första och enda Grand Slam-titel.  
Han spelade ytterligare en GS-final, nämligen i dubbel 1929 i Wimbledonmästerskapen tillsammans med I. G. Collins. I finalen mötte de ett amerikanskt spelarpar, Wilmer Allison/John Van Ryn, som vann med  6-4, 5-7, 6-3, 10-12, 6-4.
Gregory är också bekant för sina insatser för det brittiska laget i Davis Cup. Han deltog som aktiv spelare perioden 1926–1930 och spelade då totalt 30 matcher av vilka han vann 21. Han var icke spelande kapten för laget 1952. I samband med mötet mellan britterna och ett jugoslaviskt lag i maj månad i andra ronden i Europazonen drabbades det brittiska laget av flera sjukdomsfall. Gregory, 48 år gammal, hoppade då in som dubbelspelare och lyckades tillsammans med Tony Mottram besegra det jugoslaviska dubbelparet (Stevan Laslo/Josip Palada) med 6-4 1-6 9-11 6-2 6-2. Britterna vann hela mötet med 3-2 i matcher, och Gregory blev därmed den äldsta spelaren som segrat i en Davis Cup-match.
Gregory var ordförande i All England Lawn Tennis & Croquet Club 1955–1959.

## Grand Slam-titlar
- Australiska mästerskapen
  - Singel - 1929